# ساکای تاداکیو
ساکای تاداکیو (به ژاپنی: 酒井 忠清 Sakai Tadakiyo); ۲۹ نوامبر ۱۶۲۴ – ۴ ژوئیهٔ ۱۶۸۱) سامورایی، دایمیو در ولایت کوزوکه و مشاور و مقام عالی‌رتبه دولتی در شوگون‌سالاری توکوگاوا ژاپن بود. او برادر بزرگتر ساکای تادایوشی بود.
ساکای‌ها به عنوان یکی از دایمیوهای فودای یا دایمیوهای خودی که ملازمان‌های ارثی یا متحدان خاندان توکوگاوا بودند، برخلاف دایمیوهای توزاما که یا افراد خاندان‌های دور از خاندان توکوگاوا شناسایی می‌شدند.